# Dariusz Kaczanowski
Dariusz Kaczanowski (* 10. März 1971 in Żyrardów) ist ein polnischer Politiker und seit 2007 Abgeordneter des Sejm in der VI. Wahlperiode.
1995 beendete er das Studium der Wirtschaftswissenschaften an der Handelshochschule Warschau und promovierte danach in dieser Disziplin. Er absolvierte auch das Aufbaustudium  Master of Business Administration an der Akademie „Leon Koźmiński“ in Warschau.
9 Jahre lang arbeitete er als Dozent an der Handelshochschule und nach 2004 an der Hochschule für Lokalentwicklung in Żyrardów.
Mitte der 90er Jahre war er Vorsitzender des Żyrardower Kreises des Ruch Odbudowy Polski (Bewegung zum Wiederaufbau Polens – ROP) von Jan Olszewski, seit 2003 gehörte er der Prawo i Sprawiedliwość (Recht und Gerechtigkeit – PiS) an.
In den Jahren 1998 bis 1999 war er Berater und Assistent des Ministers Jerzy Kropiwnicki im Regierungszentrum für Strategische Studien. Von Dezember 2006 bis Oktober 2007 war Vertreter des Stadtpräsidenten von Żyrardów.
Bei den Parlamentswahlen 2007 errang er mit 6.205 Stimmen über die Liste der PiS ein Abgeordnetenmandat für den Wahlkreis Płock. Er ist Mitglied der Sejm-Kommission für Öffentliche Finanzen.